# 西鐵柳川站
西鐵柳川站（日语：／ Nishitetsu-Yanagawa eki */?）是位於福岡縣柳川市三橋町下百町，西日本鐵道（西鐵）的天神大牟田線車站。車站編號為T39。
此站有許多乘客會從此站乘車前往福岡（天神）方向，這些乘客多為通勤和上學。在繁忙時間，多數列車從此站出發，該時候站前迴旅路會有較多接送車輛，變得十分混亂。此站的乘客來自沒有鐵路服務的大川市，以及JR沿線的瀨高。

## 歷史
- 1937年（昭和12年）10月1日 - 九州鐵道柳河站啟用。
- 1942年（昭和17年）9月22日 - 西日本鉄道発足により、西鉄柳河駅に改称。
- 1965年（昭和40年）12月 - 加設月台跨線橋。
- 1971年（昭和46年）3月1日 - 車站改名為西鐵柳川站。
- 1981年（昭和56年）4月23日 - 新車站大樓開始營業。
- 1987年（昭和62年）10月1日 - 引入自動閘機。
- 2008年（平成20年）5月18日 - 此站開始可以使用IC卡nimoca。
- 2015年（平成27年）3月21日 - 新設跨站式站房，東出口開始使用[1][2]。
- 2017年（平成29年）2月1日 - 此站引入車站編號[3]。

## 車站構造
車站是一座地面車站，設有2面4線的島式月台。此站設有跨站式站房，車站大樓為2層高的鋼架建築物。由於使用人次眾多，乘客會在月台終端處候車。
月台上整日會有站員當值。由於車站鄰接柳川乘務所，列車司機和車長多會在此站交班。
站內設有5部自動閘機，5台自動售票機和1台自動補票機。

### 月台
| 月台 | 路線          | 上下行 | 方向                     |
| ---- | ------------- | ------ | ------------------------ |
| 1、2 | ●天神大牟田線 | 下行   | 大牟田方向               |
| 3、4 | ●天神大牟田線 | 上行   | 久留米、福岡（天神）方向 |

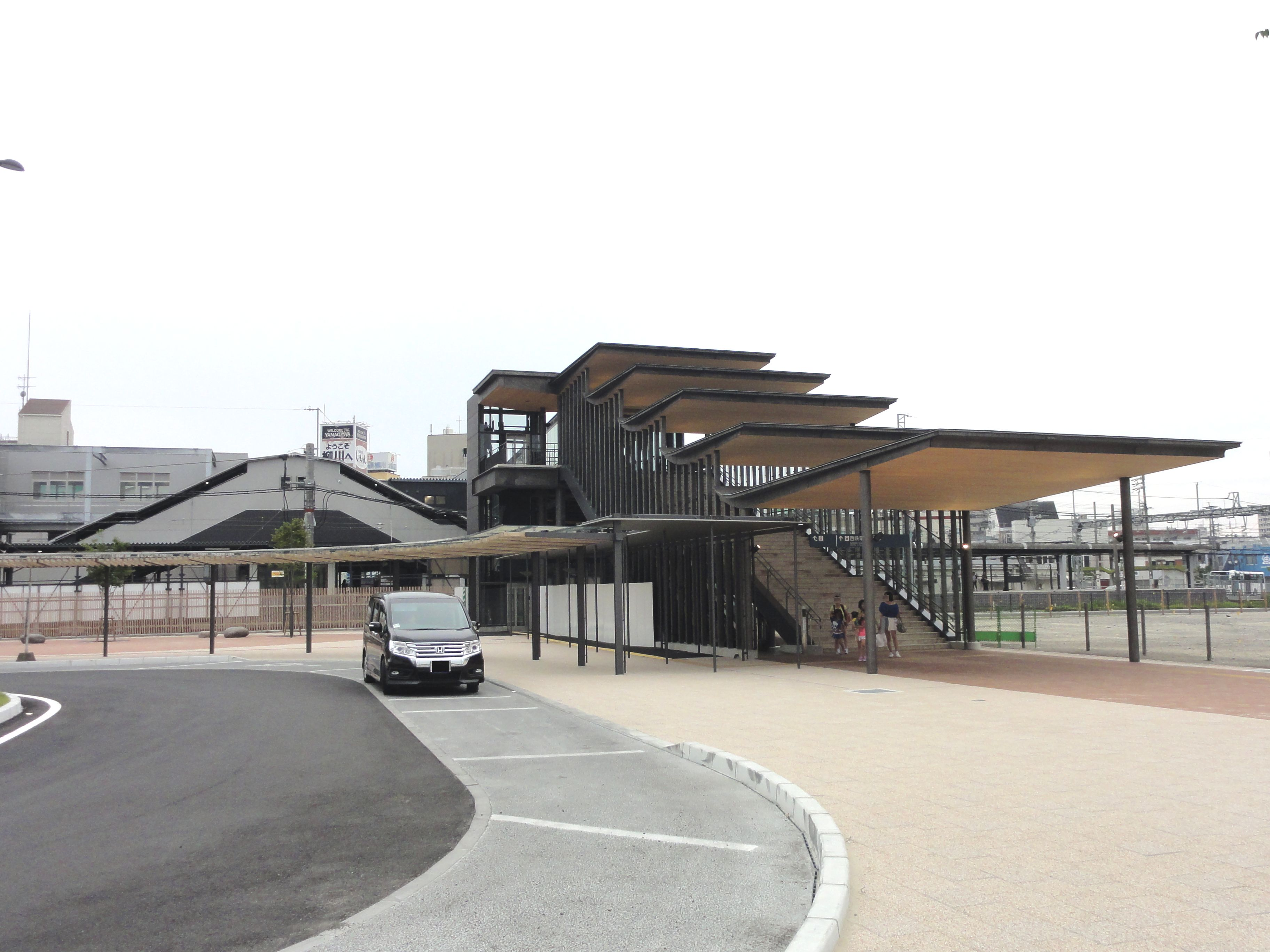
東出口
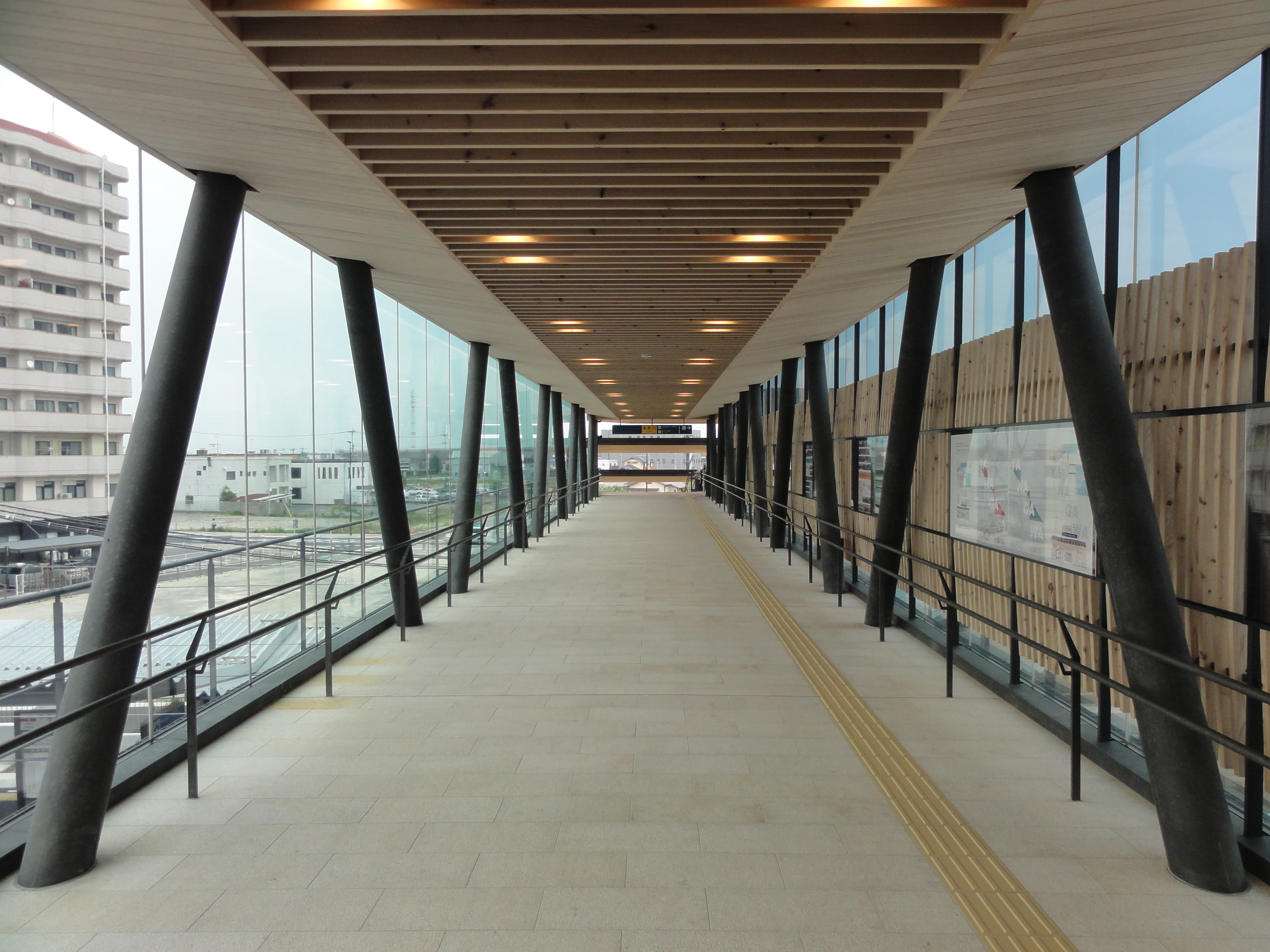
東西行人通道
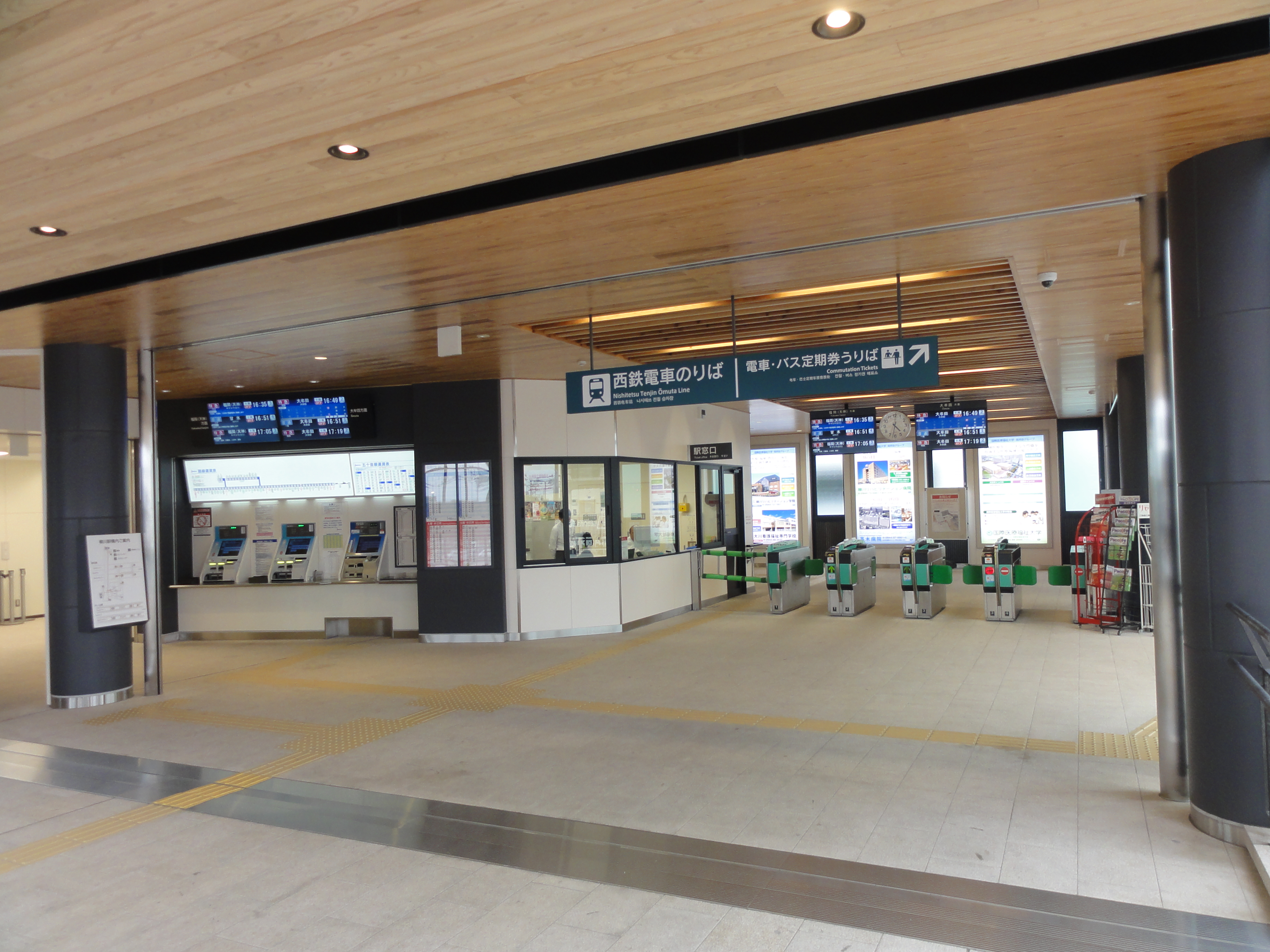
閘口
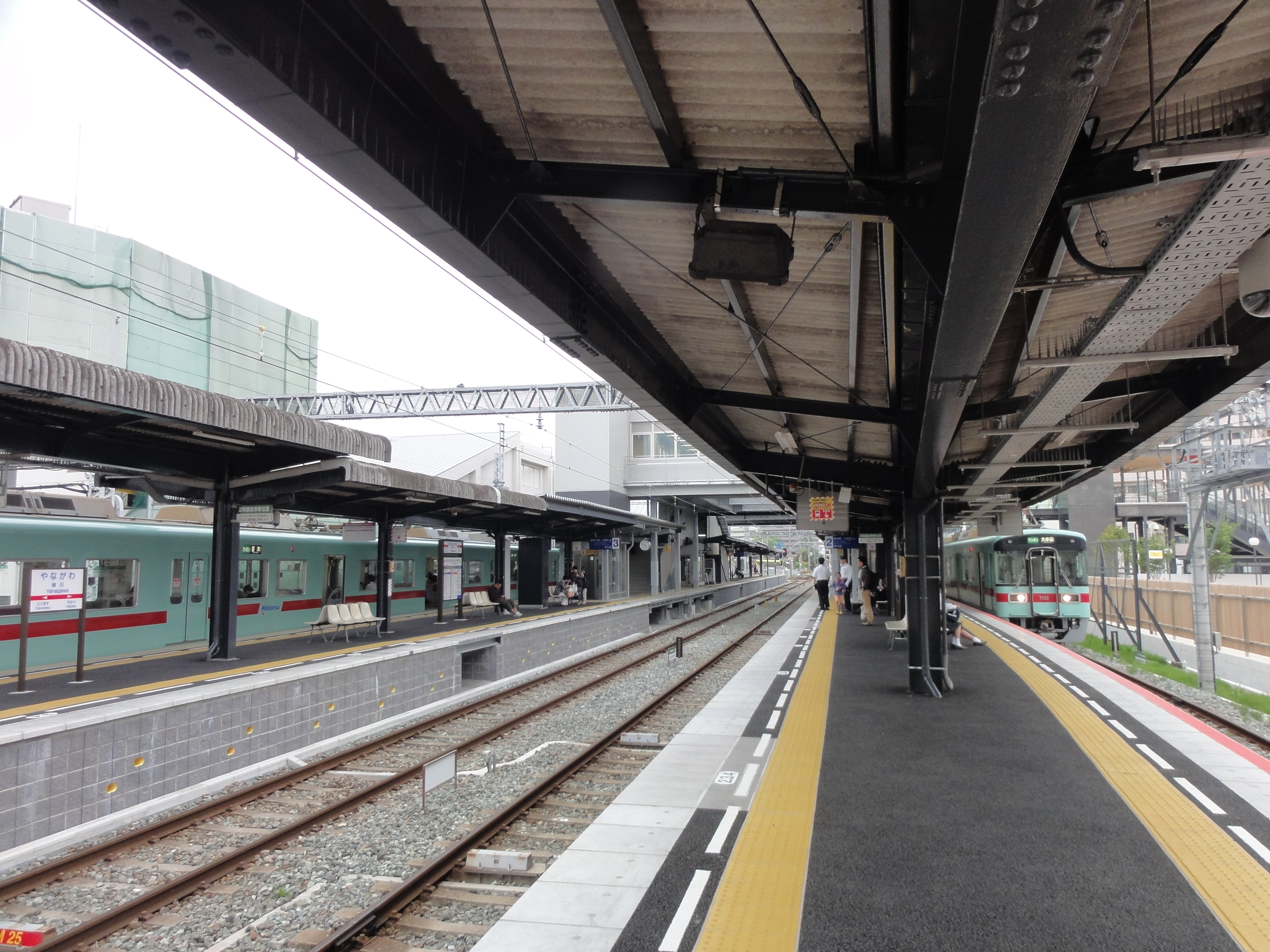
月台
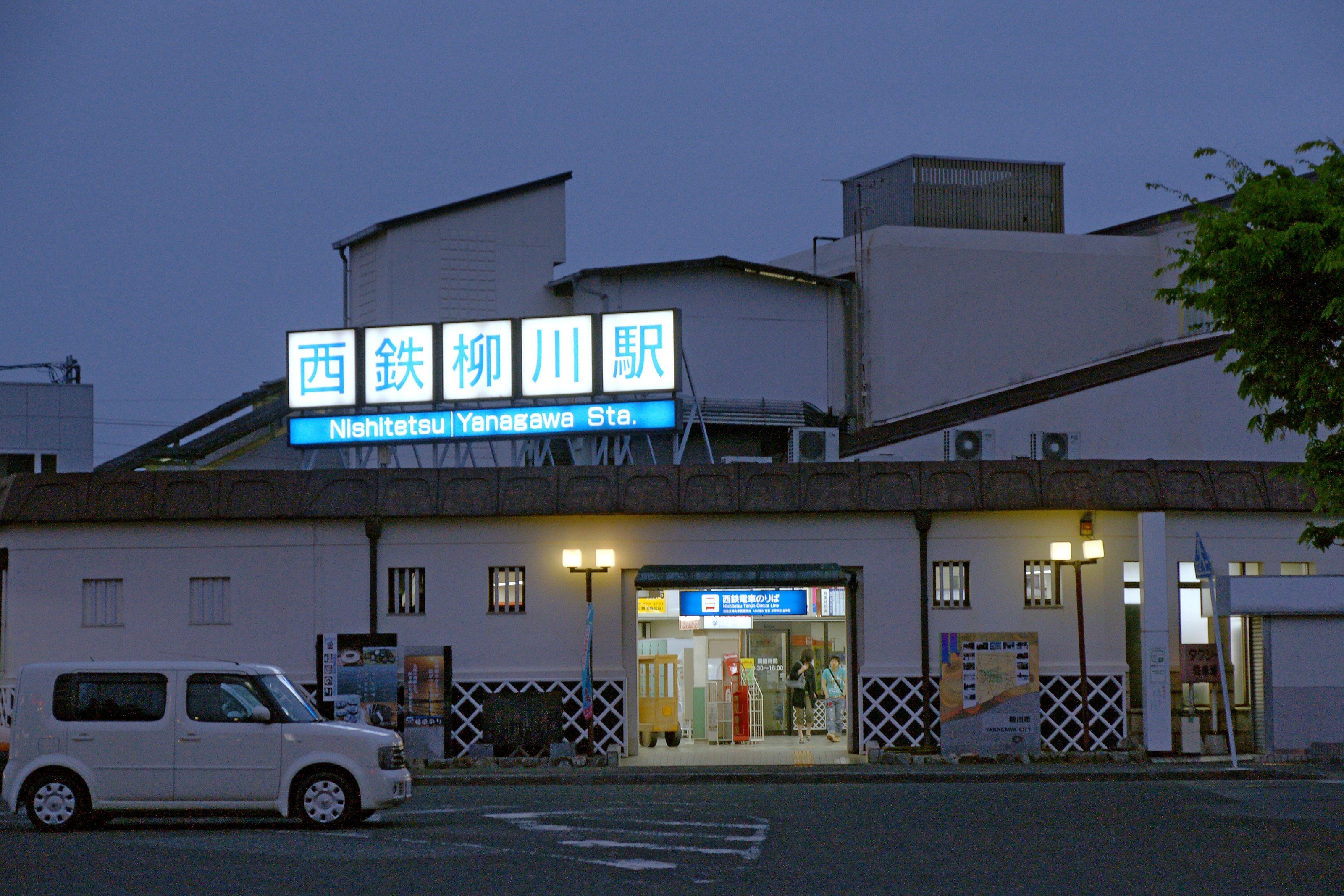
車站大樓入口（舊車站大樓）
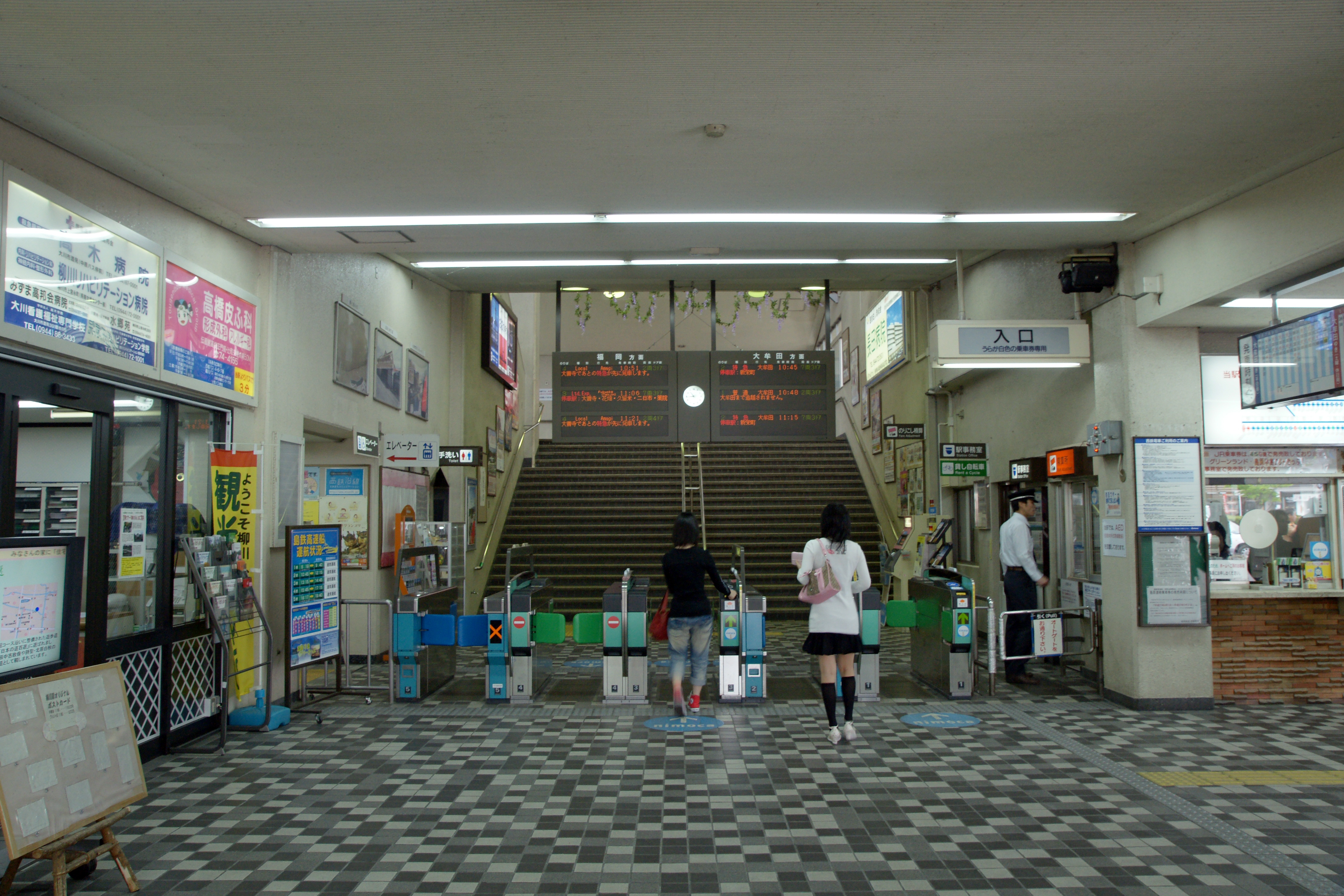
閘口（舊車站大樓）

## 使用狀況
在2019年度，1日平均上下車人次為11,221人。在西鐵車站排名15，在西鐵久留米至大牟田之間的中途站中，最多人使用並唯一超過1萬人的車站。
以下為各年度1日平均使用人次列表：
| 年度   | 1日平均 上下車人次 |
| ------ | ------------------ |
| 2011年 | 11,638             |
| 2012年 | 11,594             |
| 2013年 | 11,853             |
| 2014年 | 11,265             |
| 2015年 | 11,470             |
| 2016年 | 11,448             |
| 2017年 | 11,274             |
| 2018年 | 11,438             |
| 2019年 | 11,221             |

## 車站周邊
從前此站雖然名為「柳川」，但是當時位於山門郡三橋町內。在2005年3月21日，三橋町和柳川市合併後，使名乎其實位於柳川市內（福知山線的篠山口站也是這個情況）。在三橋町內設有商業設施和公寓，車站周邊成為了柳川地區中心。柳川市的觀光地點，包括立花氏庭園、舊戶島家住宅、柳川城、北原白秋生家都是車站附近地方，旅客可轉乘船、巴士或的士前往。
曾經站前設有一家柳川壽屋百貨店，後來由於營運公司壽屋破產而結業。現時遺址變成了柳川購物中心，中心內設有西鐵商店、TSUTAYA和西松屋等商店。
- 柳川川下行乘船處
- 西鐵名店街
- 柳川購物中心
- 柳川青果市場
- 柳川新蓋亞酒店
- 柳川Hotel Route Inn（日语：ホテルルートイン）
- 三柱神社
- 柳川護國神社
- 柳川車廠（日语：柳川車両基地）
- 柳川市政廳柳川廳舍、三橋廳舍
- 杉森高等學校（日语：杉森高等学校）
- 下百町簡易郵局
- 國道208號（日语：国道208号）
- 山田電機Teccland柳川店
- youme Mall柳川（日语：ゆめモール柳川）
- 福岡縣立傳習館高等學校（日语：福岡県立伝習館高等学校）

## 巴士路線

### 西出口
堀川巴士
1號乘車處
- 杉森高校、柳川復健學院、簡保之宿柳川方向

西鐵巴士久留米
2號乘車處
- 柳川高校、御花前、北間、早津江方向（6）
- 警署前、福岡縣立柳川醫院方向

3號乘車處
- 兼木、大川、國際醫療福祉大學、佐賀方向（沒有編號・1）

### 東出口
堀川巴士
JR瀨高站方向
柳川市社區巴士沒有於站前設置巴士站，最近的巴士站是在柳川購物中心內。

## 相鄰車站
西日本鐵道
■天神大牟田線
■特急、■急行
大善寺（T32）－西鐵柳川（T39）－新榮町（T49）
■普通
矢加部（T38）－西鐵柳川（T39）－德益（T40）

## 注腳
1. ↑   (PDF) (新闻稿). 西日本鉄道. 2015-03-17  [2020-10-16]. （原始内容存档 (PDF)于2018-07-12） （日语）.
2. ↑  近藤聡司(2015年3月21日). “西鉄柳川駅:新たな一歩へ 新駅舎利用開始で式典 金子市長「定住化促進に一役」”. 毎日新聞 (毎日新聞社)
3. ↑   (PDF). 西日本鐵道. 2017-01-24  [2017年3月20日]. （原始内容存档 (PDF)于2020-07-28） （日语）.
4. 1 2  . 西日本鉄道株式会社.   [2021-01-14]. （原始内容存档于2021-01-29） （日语）.

## 外部連結
- 西鐵柳川站（西鐵沿線web） （页面存档备份，存于）（日語）